# Monochamus galloprovincialis
Espèce
Ce monochame rare ou devenu rare (Monochamus galloprovincialis) est une espèce de gros insectes coléoptères xylophages longicornes, qui vit dans les forêts de conifères.

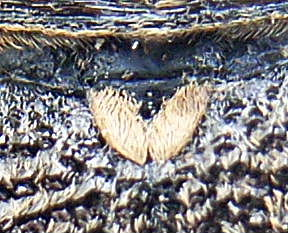
Détail de l'écusson montrant la pubescence caractéristique de l'espèce.

## Étymologie
"Gallo-provincialis", c'est-à-dire de la province Galois ou Gaule narbonnaise, aujourd'hui la côte méditerranéenne française.

## Description
- Couleur : brun-rougeâtre à pattes rouges, brun foncé à pattes brunes dans la sous-espèce pistor (Germar, 1818), avec de petites taches jaunes et blanches
- Taille : 21 à 35 mm
- Écusson couvert d'une pubescence blanche laissant découvert un triangle noir
- Antennes longues (plus longues chez le mâle)
- Dimorphisme sexuel marqué : le mâle est uniformément coloré brun-noir, plus petit que la femelle, mais avec des antennes près de deux fois plus longues[1].

À ne pas confondre avec d'autres espèces européennes proches :
- Monochamus sutor (Linnaeus, 1758),
- Monochamus sartor (Fabricius, 1787),
- Monochamus saltuarius (Gebler, 1830).

## Biologie
Les œufs sont pondus sur le bois mort de diverses espèces de pins ; seule la sous-espèce pistor pond aussi sur l'épicéa.

Après être sortie de l'œuf, la larve creuse une galerie sous l'écorce puis s'enfonce dans le bois qu'elle consomme, jusqu'à 10 cm sous la surface, à l'abri du gel. C'est là qu'elle nymphosera avant d'émerger par un trou bien circulaire, après 12 mois environ.

L'adulte apparaît de juillet à mi-août, parfois jusqu'en septembre.

## Statut ou menace
En forte régression et en voie de disparition ou éteint dans de nombreuses régions depuis plusieurs décennies, probablement à cause de la raréfaction des gros bois morts et de la pollution générale de l'environnement par les insecticides (pluies, rosées).

## Régime alimentaire
Cet insecte n'est pas « nuisible », il ne consomme que le bois mort et joue un rôle écologique important en accélérant sa transformation en humus forestier. Il peut toutefois être vecteur du nématode du pin Bursaphelenchus xylophilus. Les nématodes sont introduits lors des morsures d’alimentation. C'est un ravageur secondaire qui colonise les tiges en état de faiblesse, il pond sur les écorces, les larves se développent sous l'écorce en creusant des galeries caractérisées par la présence de sciure et finissent leur cycle en s'enfonçant dans le bois pour faire leur nymphose. Il est très présent dans les sites où des arbres ont été touchés par des incendies.